# هانس شیفر
هانس شِیفر (به آلمانی: Hans Schäfer) بازیکن فوتبال و وینگر چپ اهل آلمان است که از سال ۱۹۵۲ میلادی عضو تیم ملی فوتبال آلمان بوده‌است. وی در ۳۹ بازی ملی حضور داشته‌است و آخرین بازی ملی خود را در سال ۱۹۶۲ میلادی انجام داد. هانس شیفر در بازی‌های ملی‌اش ۱۴ گل به ثمر رساند. او در تاریخ ۷ نوامبر ۲۰۱۷ در سن ۹۰ سالگی درگذشت.